# Ryan Seacrest

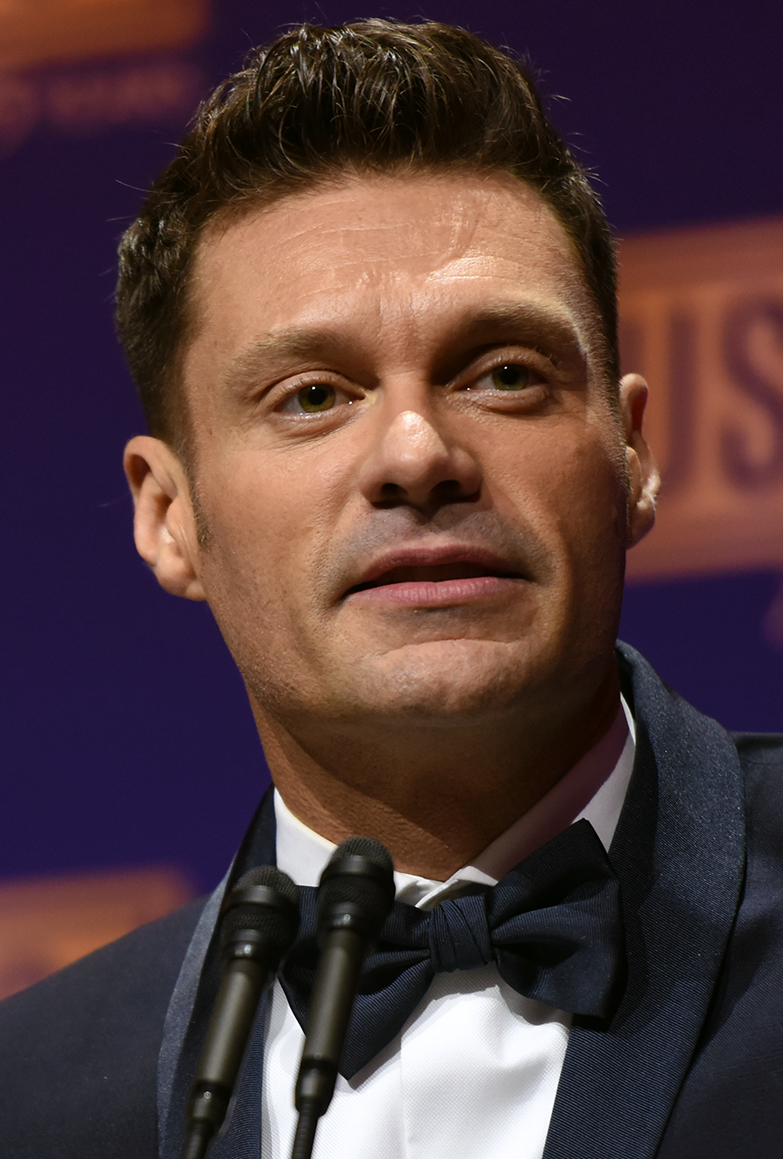
Ryan Seacrest (2016)

Ryan John Seacrest (* 24. Dezember 1974 in Dunwoody, Georgia) ist ein US-amerikanischer Fernseh- und Radiomoderator.

## Leben
Seacrest wurde am 24. Dezember 1974, als Sohn von Constance Marie und Gary Lee Seacrest, in einem Vorort von Atlanta geboren. Constance Seacrest sagte gegenüber dem Atlanta Journal-Constitution, dass ihr Sohn lieber mit einem kleinen Mikrofon zu Hause Shows moderierte anstatt mit G.I. Joes oder Cowboy und Indianer zu spielen.

## Laufbahn als Moderator
Laut dem People Magazin war Seacrests erster Auftritt in der vierten Klasse. Er spielte die Rolle des King Winter in einem Schulmusical, wobei er seinen Text vergaß. Mit 14 Jahren bekam er einen Job an der High School, die er zu dieser Zeit besuchte und machte regelmäßig Ansagen über die Lautsprecher. Im Alter von 16 Jahren bekam Seacrest ein Praktikum bei der Radiostation WSTR FM in Atlanta. Da der ursprünglich vorgesehene Moderator eines Tages krank war, durfte Seacrest ihn vertreten und moderierte somit zum ersten Mal eine Radiosendung. Am nächsten Tag bekam er einen Anruf vom Besitzer des Senders, in dem er ihm mitteilte, dass, obwohl er kein Profi sei, sein Pensum in der vorigen Nacht nicht schlecht war. Kurz darauf übernahm er die Moderation am Wochenende bei dem selbigen Sender, bis er im Jahr 1992 seinen Abschluss an der Dunwoody High School machte.
Seit 2003 ist er Moderator der Show American Idol, dem amerikanischen Pendant der britischen Sendung Pop Idol.
Seit dem 10. Januar 2004 ist Ryan Seacrest Moderator der landesweiten Radioshow American Top 40, die er von der amerikanischen Moderatoren-Legende Casey Kasem übernahm, der die Sendung 1970 gegründet hatte. Die Chartshow wird in zwei verschiedenen Formaten produziert und auf rund 400 amerikanischen Radiostationen ausgestrahlt. In Deutschland kann man die Sendung auf verschiedenen AFN-Stationen an Wochenenden hören.
Seit Februar 2004 ist Ryan Seacrest außerdem als Morgenmoderator der Radiostation KIIS-FM in Los Angeles tätig, die er vom langjährigen Moderator Rick Dees übernahm. Am 16. September 2007 moderierte er die Verleihung der 59. Primetime Emmy Awards.
Am 15. Mai 2011 moderierte er zusammen mit Britney Spears das Wango Tango Festival im Staples Center in Los Angeles. Seit 2013 ist er der Quizmaster von NBCs-Spielshow The Million Second Quiz. 
Ab dem 9. September 2024 übernahm Seacrest die Moderation der Spielshow Wheel of Fortune, der US-amerikanischen Original-Version von Glücksrad.

## Gastrollen

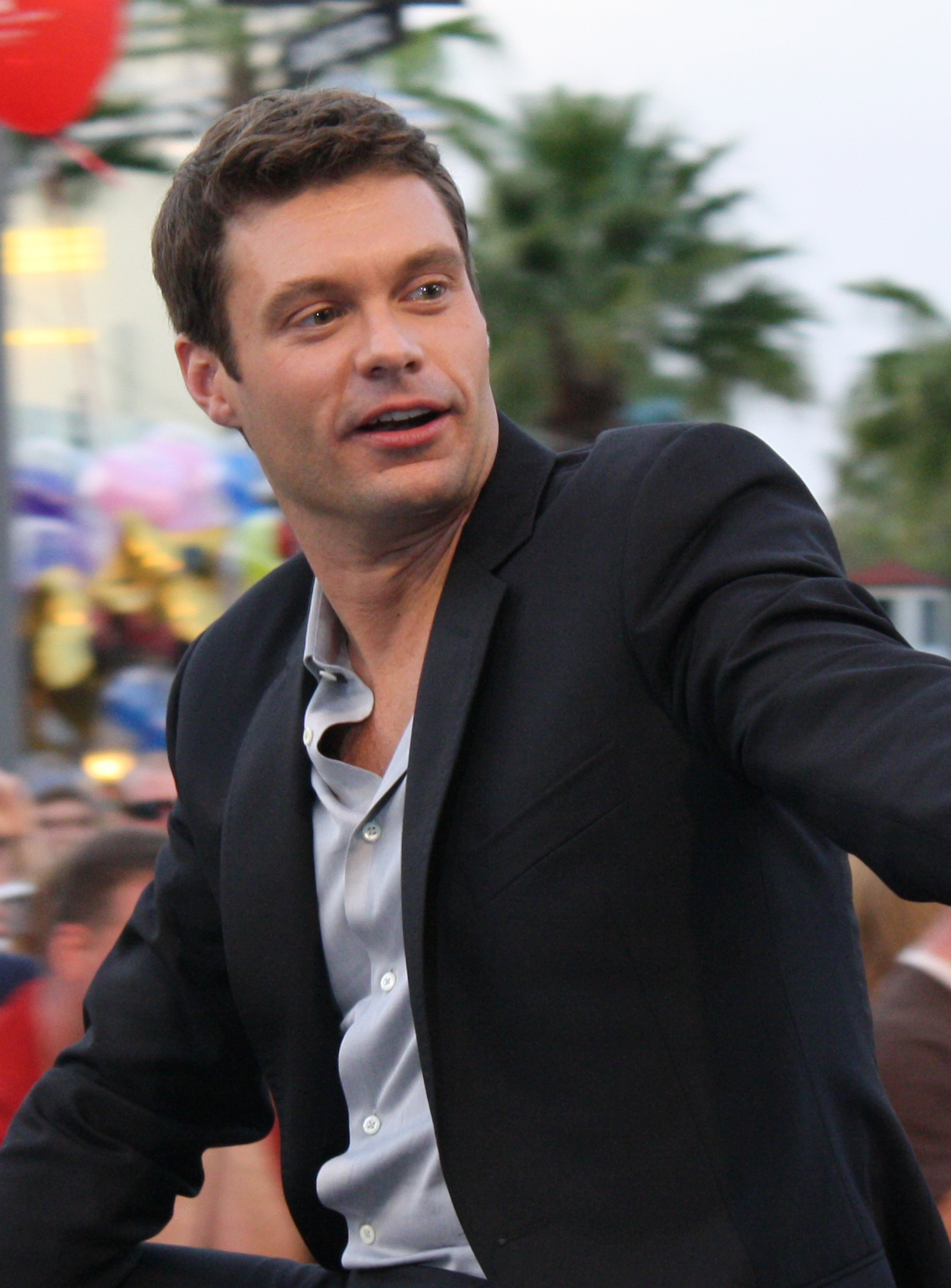
Ryan Seacrest (2009)

Quelle: Deutsche Synchronkartei
| Film/ Serie                 | Rolle         |
| --------------------------- | ------------- |
| Bad Teacher (Archiv)        | Ryan Seacrest |
| Beim ersten Mal             | Ryan Seacrest |
| Die Simpsons (Fernsehserie) | Ryan Seacrest |
| Get Smart                   | Ryan Seacrest |
| Happy New Year              | Ryan Seacrest |
| The Rookie S2E16            | Ryan Seacrest |